# Stefano Simoncelli (schermidore)
Stefano Simoncelli (Grottaferrata, 12 novembre 1946 – Roma, 20 marzo 2013) è stato uno schermidore e dirigente sportivo italiano, specializzato nel fioretto. Ha vinto una medaglia d'argento nella scherma ai Giochi olimpici.

## Biografia
Inizia a tirare di scherma a Frascati, nella palestra aperta dal padre Cesare. Ottiene il miglior risultato personale alle Olimpiadi di Montreal, nel 1976, dove conquista il secondo posto sul podio con la squadra di Fioretto.
Rimane nel mondo della scherma come dirigente. È stato vice presidente della Federazione Italiana Scherma e direttore tecnico del Frascati Scherma. I figli Luca e Marta proseguono l'attività agonistica, con risultati in campo nazionale e mondiale.
È morto a Roma il 20 marzo 2013 all'età di 66 anni dopo una lunga malattia.

## Palmarès

### Risultati élite
In carriera ha ottenuto i seguenti risultati:
Giochi olimpici
Individuale
A squadre
- Argento nel fioretto a Montréal 1976

Mondiali
Individuale
A squadre
- Bronzo nel fioretto a Budapest 1975

Mondiali militari
Individuale
- Oro nel fioretto a Vienna 1975
- Argento nel fioretto a Ljungbyhed 1971

A squadre
- Oro nel fioretto a Ljungbyhed 1971
- Oro nel fioretto a Vienna 1975

Universiadi
Individuale
- Bronzo nel fioretto a Mosca 1973

A squadre
Campionati italiani
Individuale
- Oro nel fioretto nel 1972
- Oro nel fioretto nel 1976

A squadre